# Jekatierina Jefimowa (lekkoatletka)
Jekatierina Jurjewna Jefimowa (ros. Екатерина Юрьевна Ефимова; ur. 28 czerwca 1989) – rosyjska lekkoatletka specjalizująca się biegach sprinterskich.
W 2009 bez powodzenia startowała w biegu na 200 metrów podczas młodzieżowych mistrzostw Europy w Kownie. Na mistrzostwach Europy dla zawodników do lat 23 zdobyła złoty medal w sztafecie 4 x 400 metrów. 
Rekordy życiowe w biegu na 400 metrów: stadion – 52,45 (25 czerwca 2011, Yerino); hala – 52,13 (20 lutego 2010, Wołgograd).  

## Osiągnięcia
| Rok  | Impreza                        | Miejsce | Konkurencja        | Lokata     | Wynik   |
| ---- | ------------------------------ | ------- | ------------------ | ---------- | ------- |
| 2011 | Młodzieżowe mistrzostwa Europy | Ostrawa | sztafeta 4 x 400 m | 1. miejsce | 3:27,72 |